# Oswego (Kansas)
Oswego é uma cidade localizada no estado americano de Kansas, no Condado de Labette.

## Demografia
Segundo o censo americano de 2000, a sua população era de 2046 habitantes.
Em 2006, foi estimada uma população de 2000, um decréscimo de 46 (-2.2%).

## Geografia
De acordo com o United States Census Bureau tem uma área de
5,5 km², dos quais 5,5 km² cobertos por terra e 0,0 km² cobertos por água. Oswego localiza-se a aproximadamente 278 m acima do nível do mar.

## Localidades na vizinhança
O diagrama seguinte representa as localidades num raio de 24 km ao redor de Oswego.